# Catillon-sur-Sambre
Catillon-sur-Sambre è un comune francese di 854 abitanti situato nel dipartimento del Nord, nella regione dell'Alta Francia.

## Società

### Evoluzione demografica
Abitanti censiti